# 蓬萊ダム
蓬萊ダム（ほうらいダム）は、福島県二本松市下川崎と福島市飯野町との境、一級河川・阿武隈川水系阿武隈川に建設されたダム。飯野堰堤（いいのえんてい）、飯野ダムともいう。高さ21.5メートルの重力式コンクリートダムで、東北電力の発電用ダムである。同社の水力発電所・蓬萊発電所・飯野発電所に送水し、合計最大3万8,730キロワットの電力を発生する。日本の近代土木遺産。

## 歴史
1936年（昭和11年）10月、豊富な電気を低価格で供給することで東北地方の経済を振興することを目的に設立された東北振興電力は、阿武隈川水系最大規模の水力発電所となる蓬萊発電所の建設を計画し、1936年（昭和11年）12月26日に起工した。福島県中通りを流れる阿武隈川が福島盆地にさしかかる手前の阿武隈峡に、蓬萊ダム・信夫ダム（しのぶダム）という2基のダムを上流から順に建設。蓬萊ダムから蓬萊発電所に、信夫ダムから信夫発電所にそれぞれ送水し、合計最大4万4,450キロワットの電力を発生する計画である。
工事には国鉄（現・JR東日本）東北本線・福島駅および川俣線（1972年廃止）・岩代飯野駅を最寄り駅に、県道や専用道路を通じてトラックでセメントなどの物資を搬入した。ダム建設地点の地質は主に花崗岩で、漏水の原因になりうる岩の割れ目が多く見られた。そのためグラウト工事として、そうした割れ目へのモルタル注入が行われた。工事中に何度か洪水に襲われたが、増水を前に建設機械を片付け速やかに撤収するといった措置により大きな被害はなく、1938年（昭和13年）12月1日に発電所の運転が開始された。その後、電気事業の国家管理化が進み、日本発送電は1941年（昭和16年）に東北振興電力を合併。戦後は日本発送電の分割・民営化により、蓬萊ダム・信夫ダムおよび発電所は東北電力が継承した。
2013年（平成25年）5月13日、東北電力は蓬萊ダムからの河川維持流量を利用し、最大230キロワットの電力を発生する飯野発電所の建設に向けて掘削工事を開始した。当初は2014年（平成26年）2月の完成を目指していたが、強固な地盤に阻まれ、同年6月30日に運転開始となった。今回、河川維持流量を発電に利用したことや、ユニット化により簡単な構造とした横軸円筒水車発電機を採用したことは、東北電力にとって初の試みであった。

## 周辺
福島市中心市街地を南北に貫く国道4号・黒岩交差点から蓬萊橋で阿武隈川を渡って上流に向かって進むと、阿武隈峡の入口にある信夫ダムに至る。信夫ダムは上流に位置する蓬萊発電所の逆調整池を形成する。蓬萊発電所は電気を多く消費する時間帯に集中して発電する運用が採られるため、発電所から川に放流される水の量は一定ではない。これを一時的に貯え、下流には一定量を放流することで、蓬萊発電所の運用に伴う川の増減水を抑えているのである。信夫ダム直下右岸には信夫発電所があり、ここから福島盆地の農地を潤す灌漑用水路が分岐している。
道は国道114号へ合流し、さらに上流へ進むと、福島県道306号大沢広表線が分岐している。こちらの道を進むと、入川補助調整池である。阿武隈川の支流で一級河川の入川に、高さ11.6メートルの重力式コンクリートダム（堰）を建設して形成している。蓬萊ダムから蓬萊発電所までの間は約7キロメートルも離れているため、発電所にほど近い当地に水を一時的に貯えておくことを目的に設けられた。蓬萊ダムから取り入れた水は左岸から注ぎ込まれており、そのまま右岸から蓬萊発電所に向かって送水される。洪水吐ゲート（水門）として3門のラジアルゲートを有し、見た目こそ幅の長いダムであるが、高さが15メートルに満たないため、河川法でいうところのダムではない。
県道306号は入川補助調整池を過ぎると飯野地区中心市街地に至る。ここから福島県道39号川俣安達線を南下すると、蓬萊ダムに着く。周辺は桜の木が植えられており、春は花見客が多く訪れる名所となる。川沿いには遊歩道が敷かれ、ダムおよび発電所名の由来になった蓬萊岩へと続いている。また、上流に向かって伸びるダム湖はカヌーレーシング公認コースとしても利用されている。
蓬萊ダムの外観は下流の信夫ダムを大きくしたようなもので、7門ある洪水吐ゲートにはストーニーゲートが採用されている。1門あたり高さ6メートル、幅14メートルあり、この型式の水門としては日本最大として紹介されることがある。しかし、高知県幡多郡黒潮町を流れる四万十川に建設された家地川ダム（堰）では、高さ7メートル、幅18メートルのストーニーゲート採用例がある。

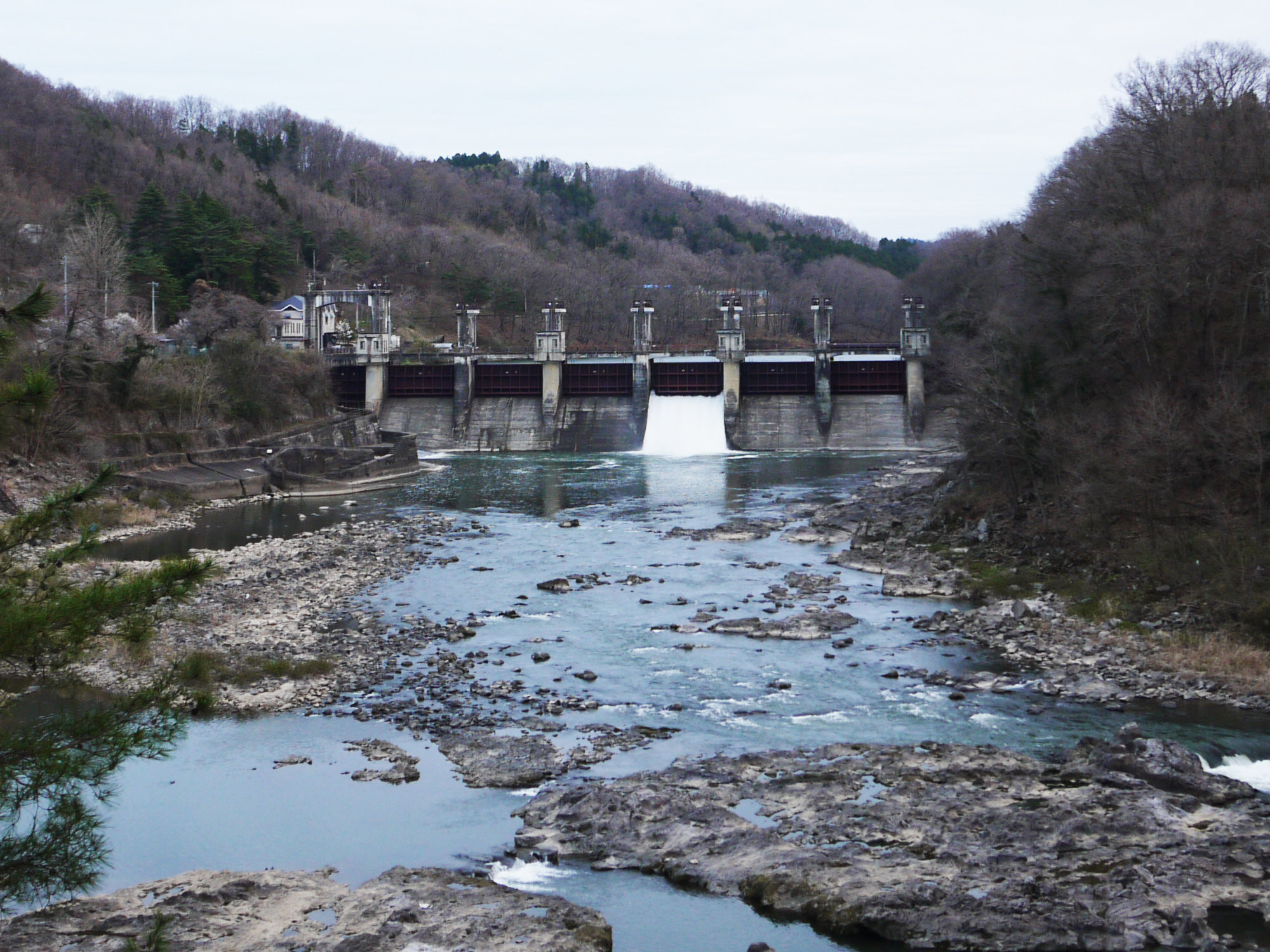
ダム全景（2015年4月）
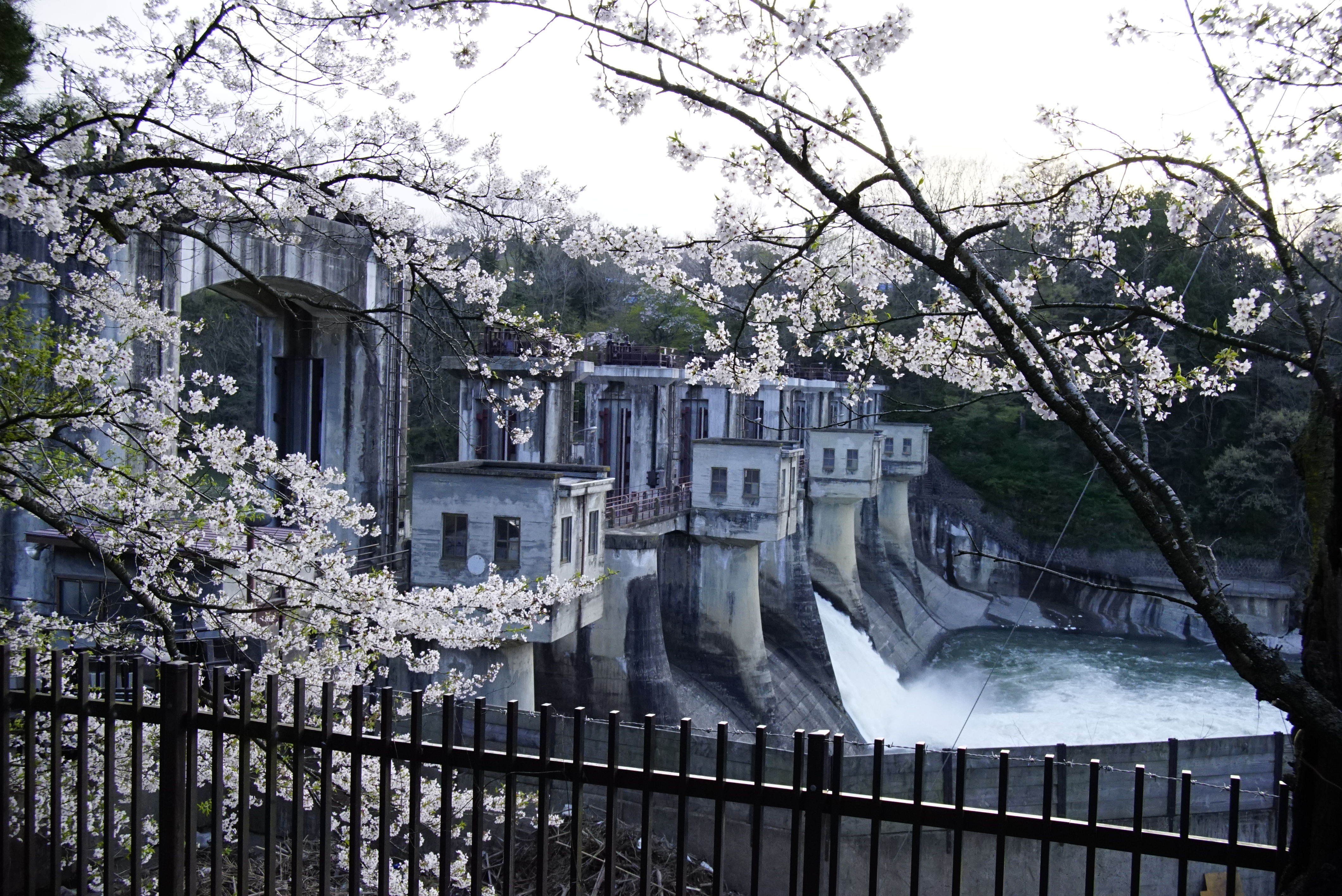
ダム堤体（2015年4月）
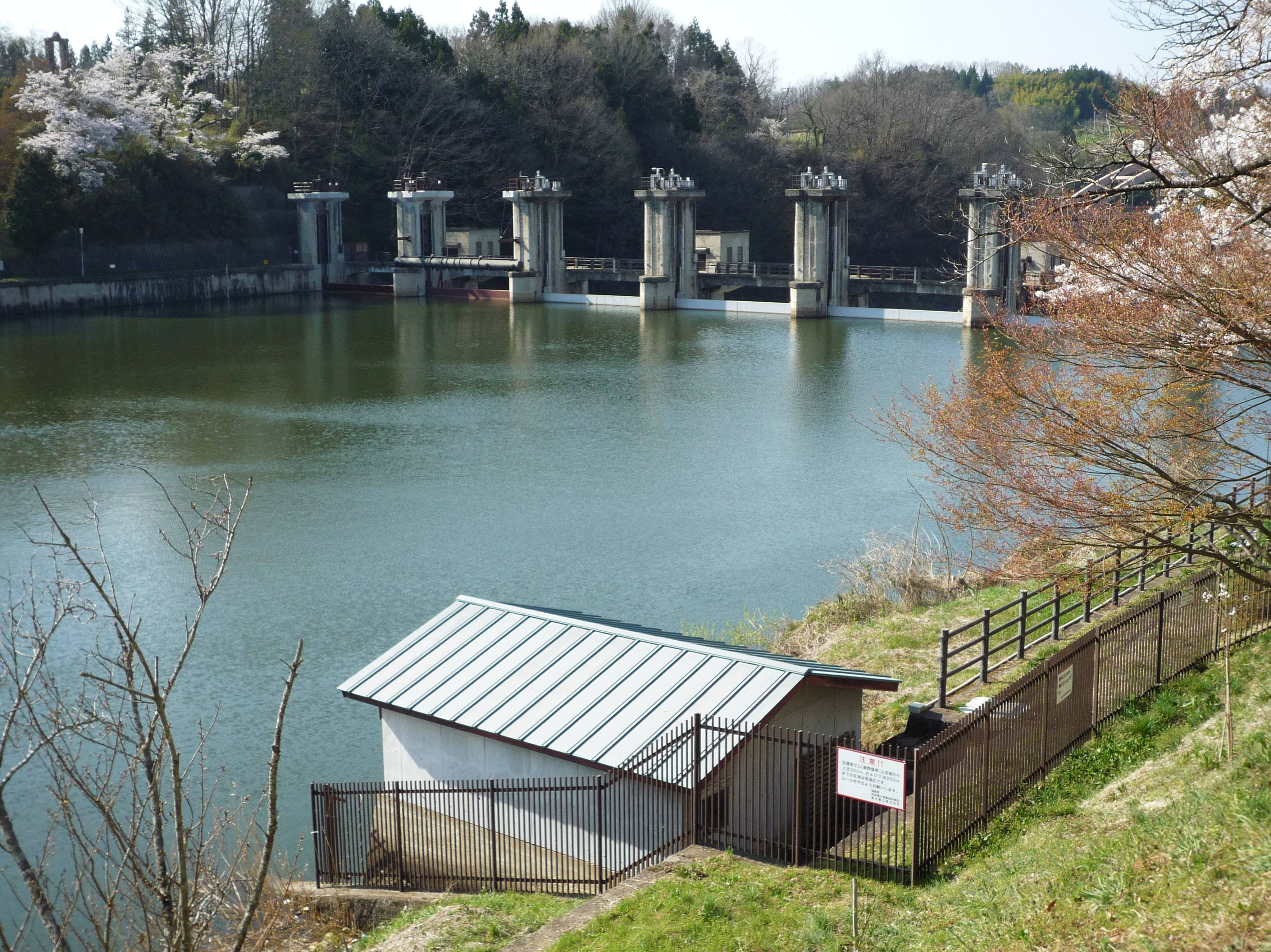
蓬萊ダム湖
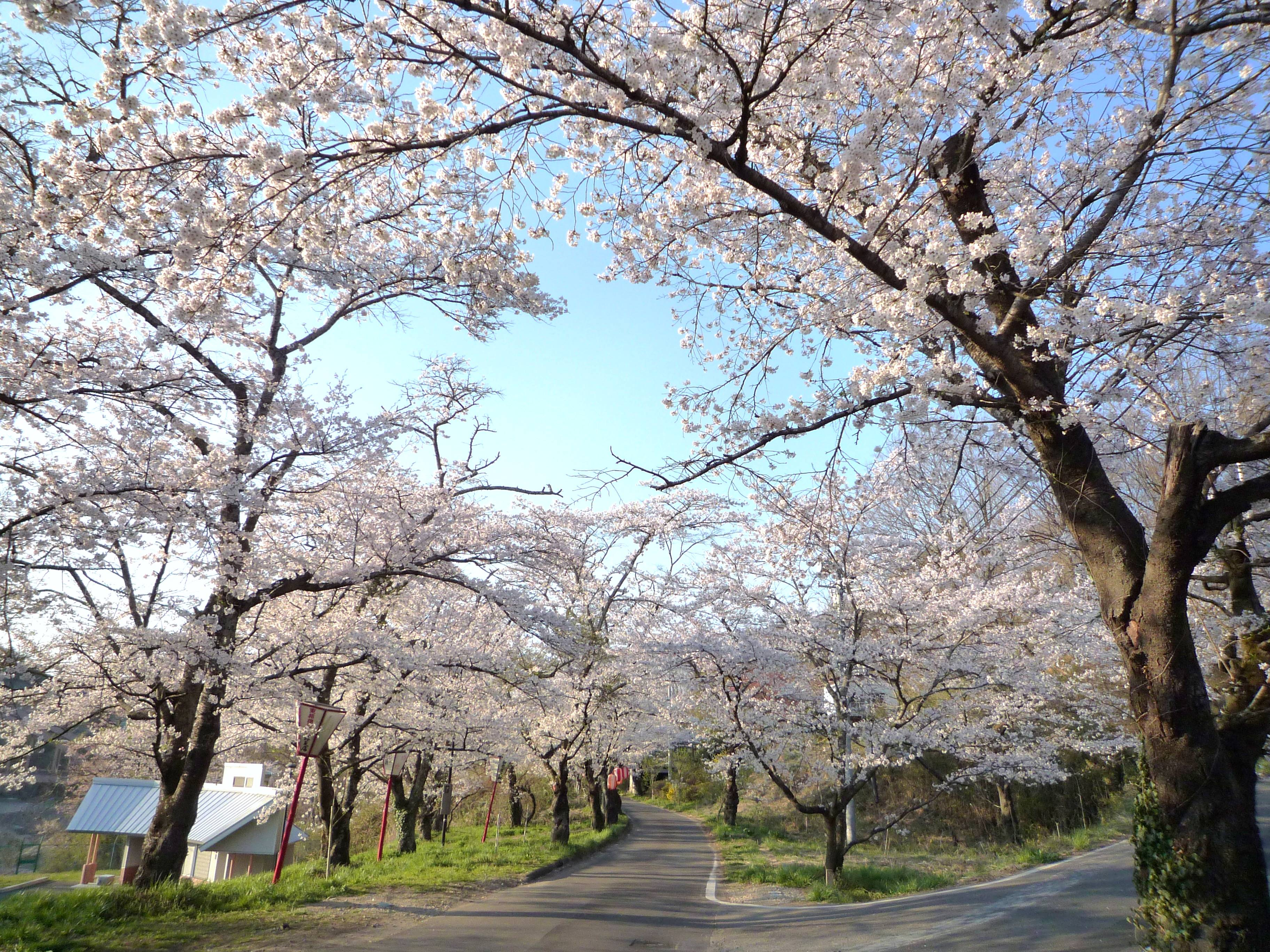
春の飯野堰堤公園
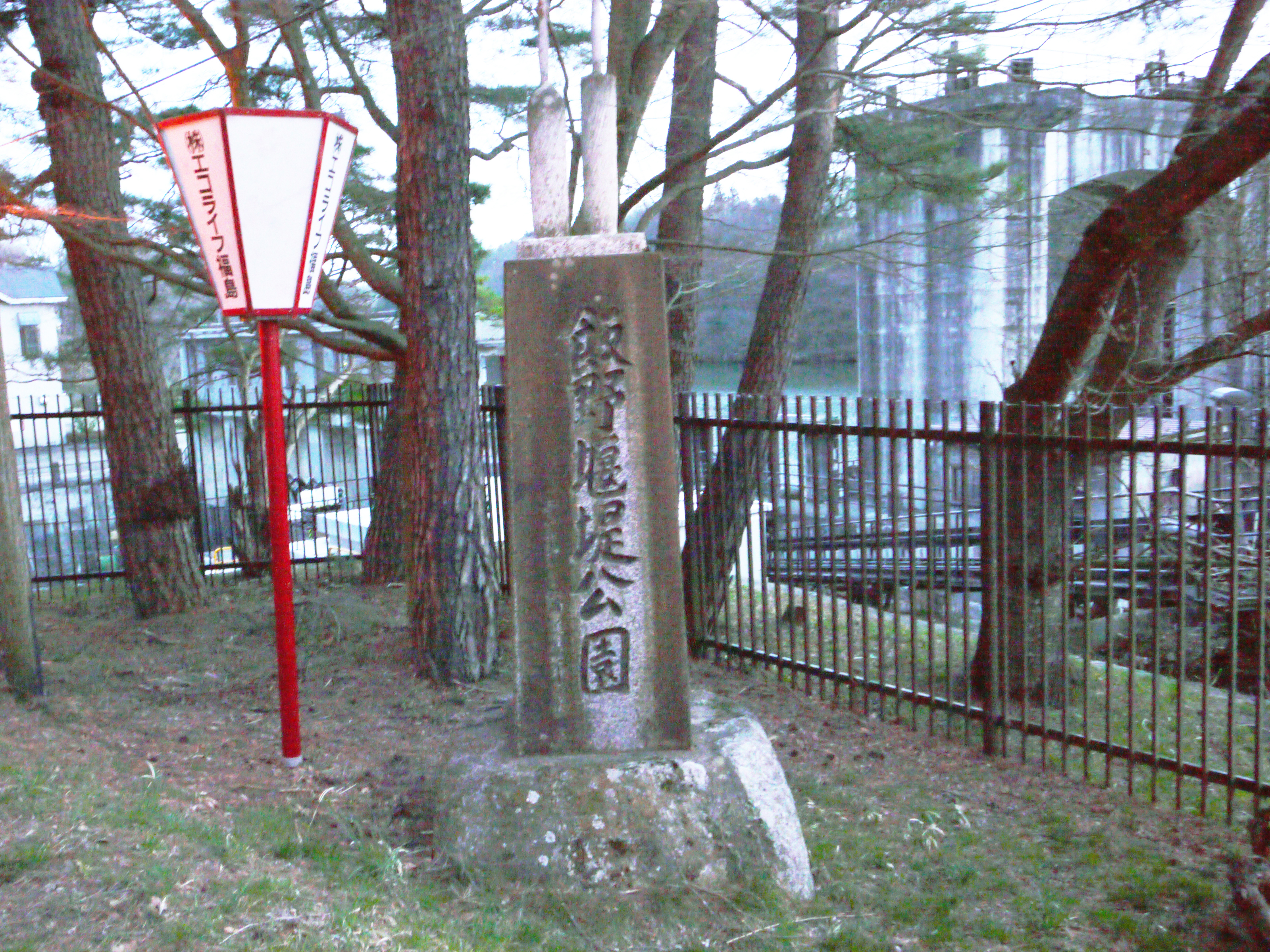
飯野堰堤公園 石碑
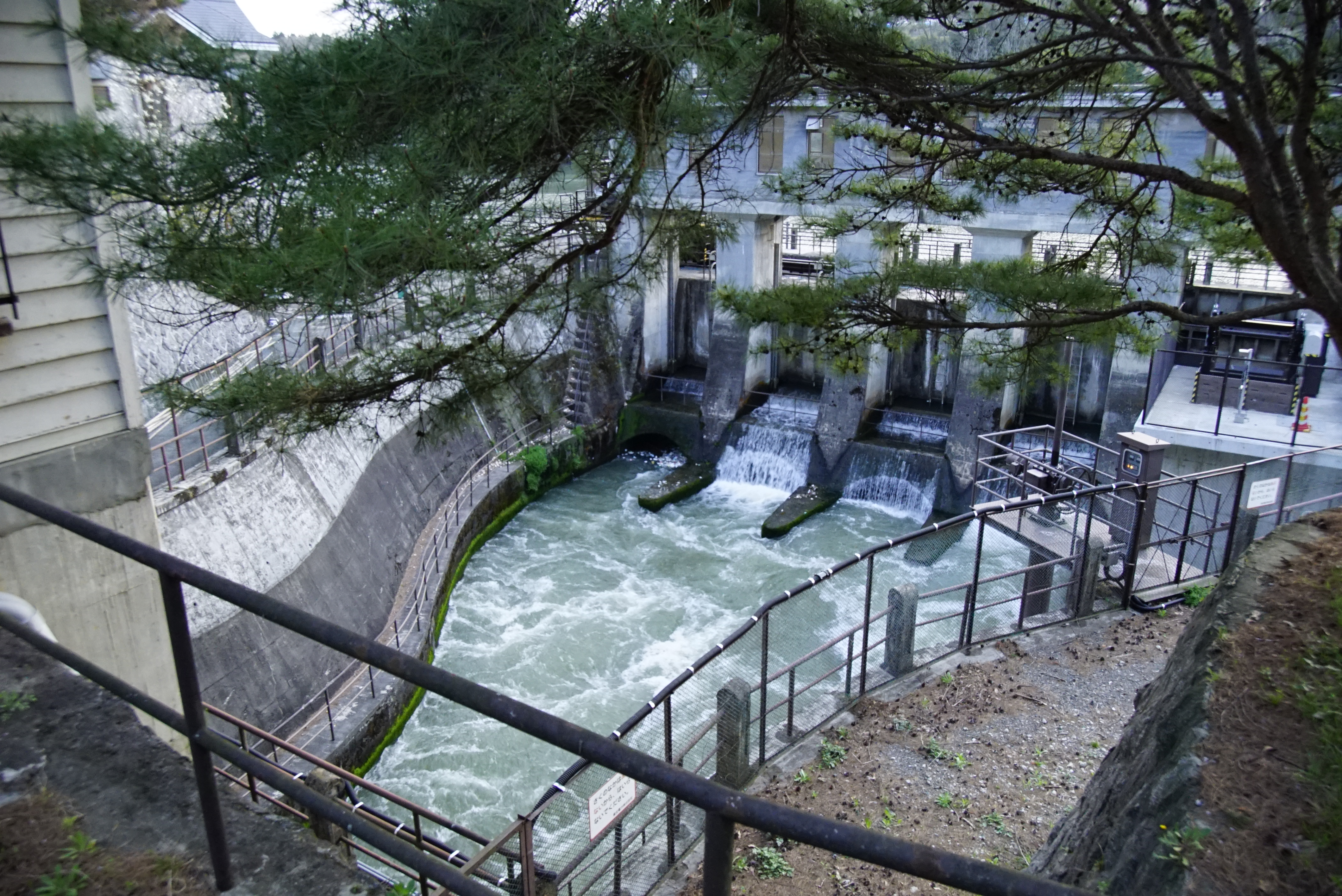
取水設備（2015年4月）
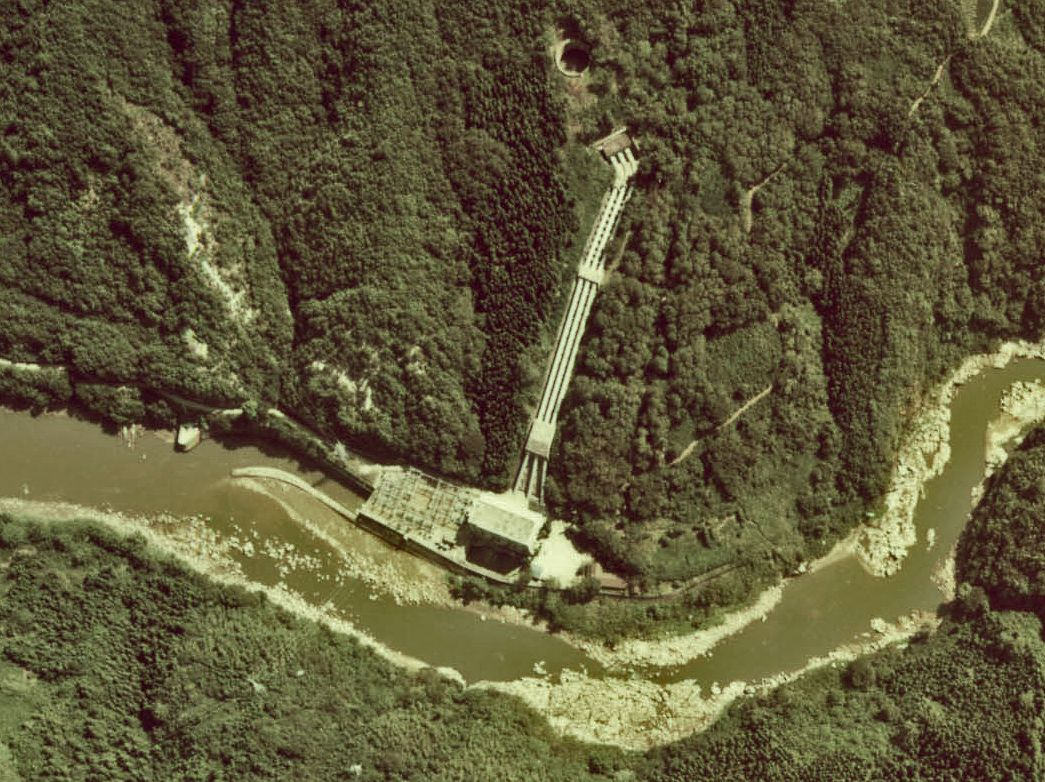
蓬萊発電所
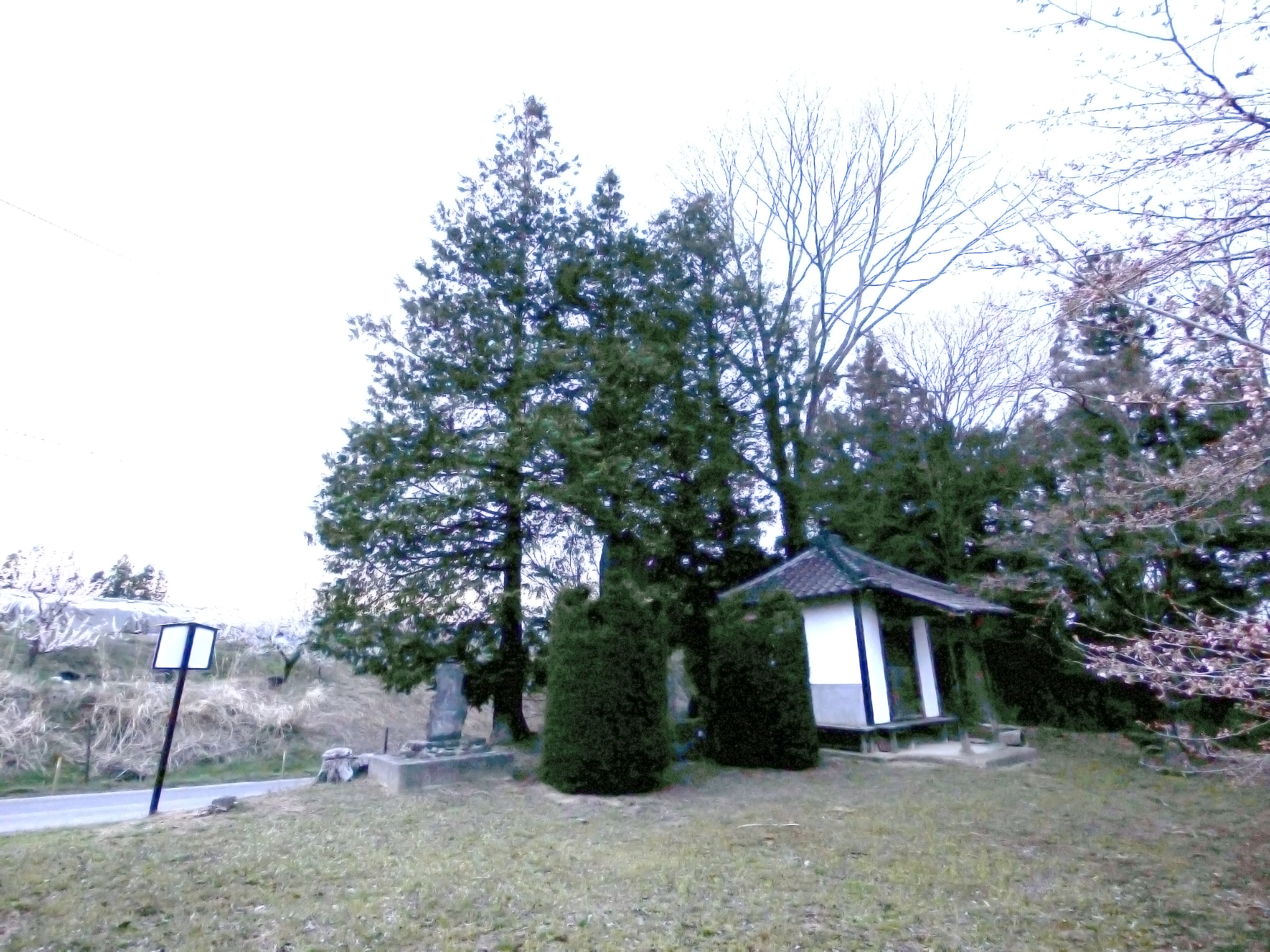
飯野堰堤公園の対岸にある観音堂 ダム工事の殉職者を供養している（2015年4月）
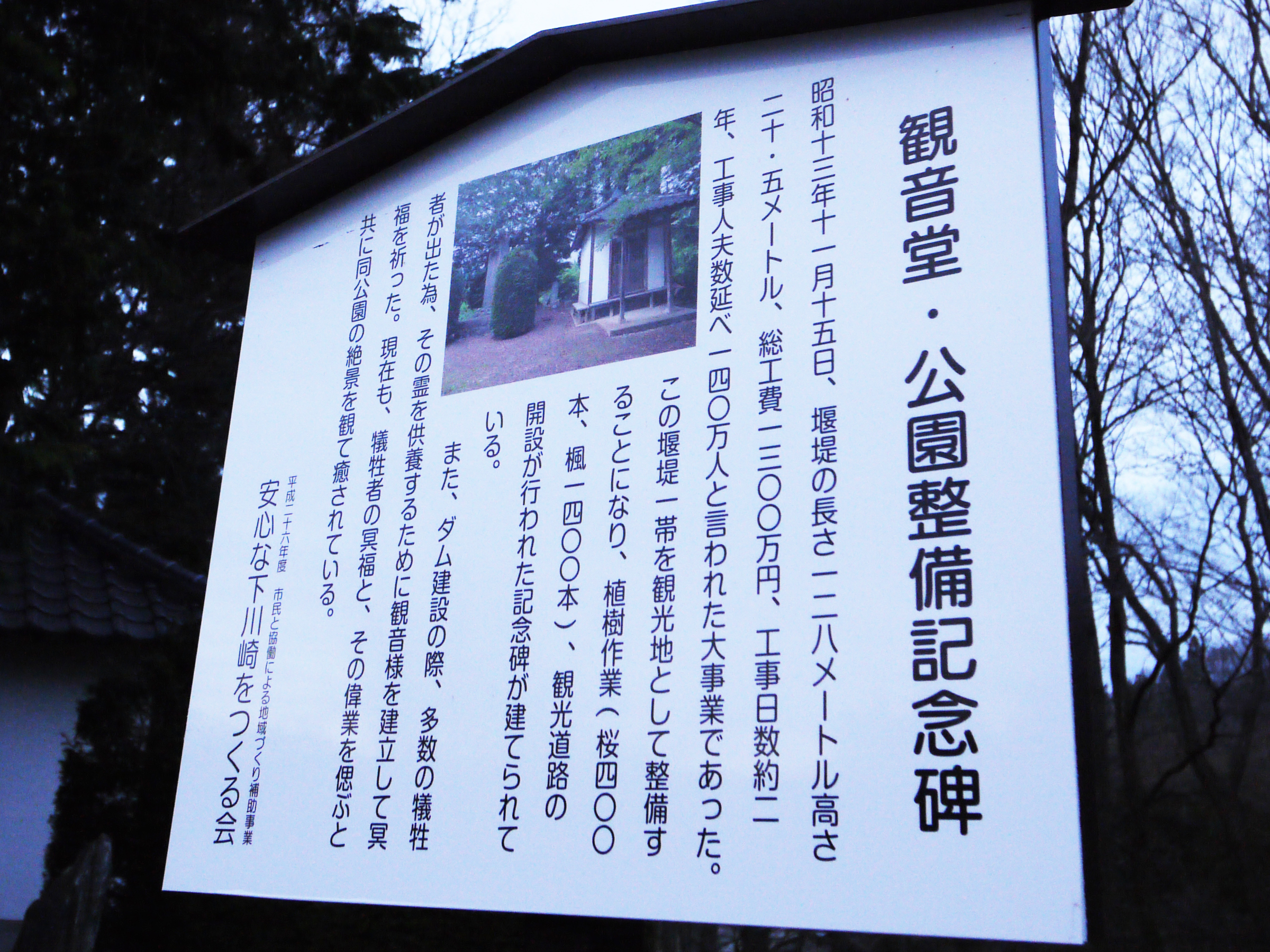
観音堂 看板（2015年4月）
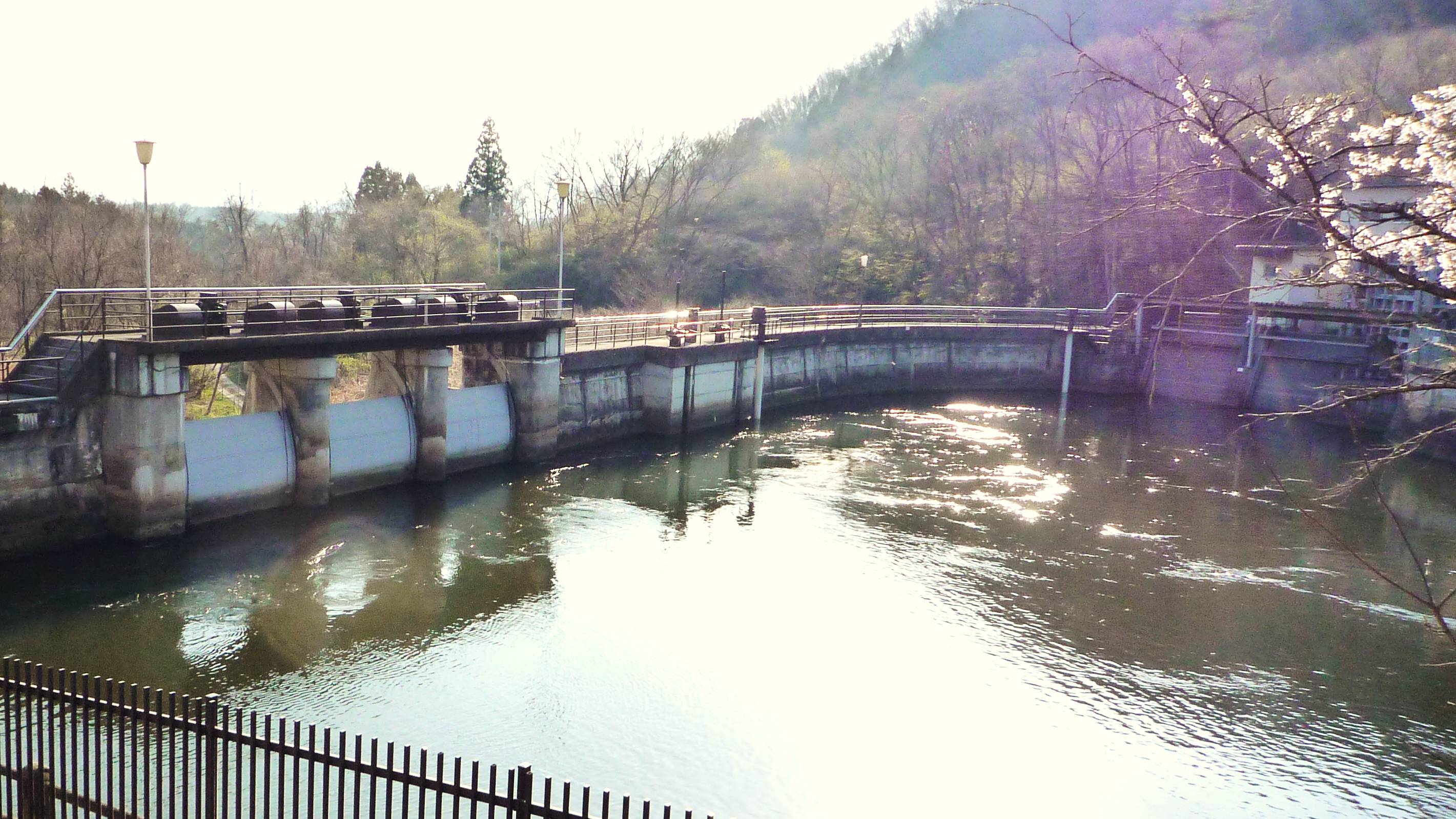
入川補助調整池
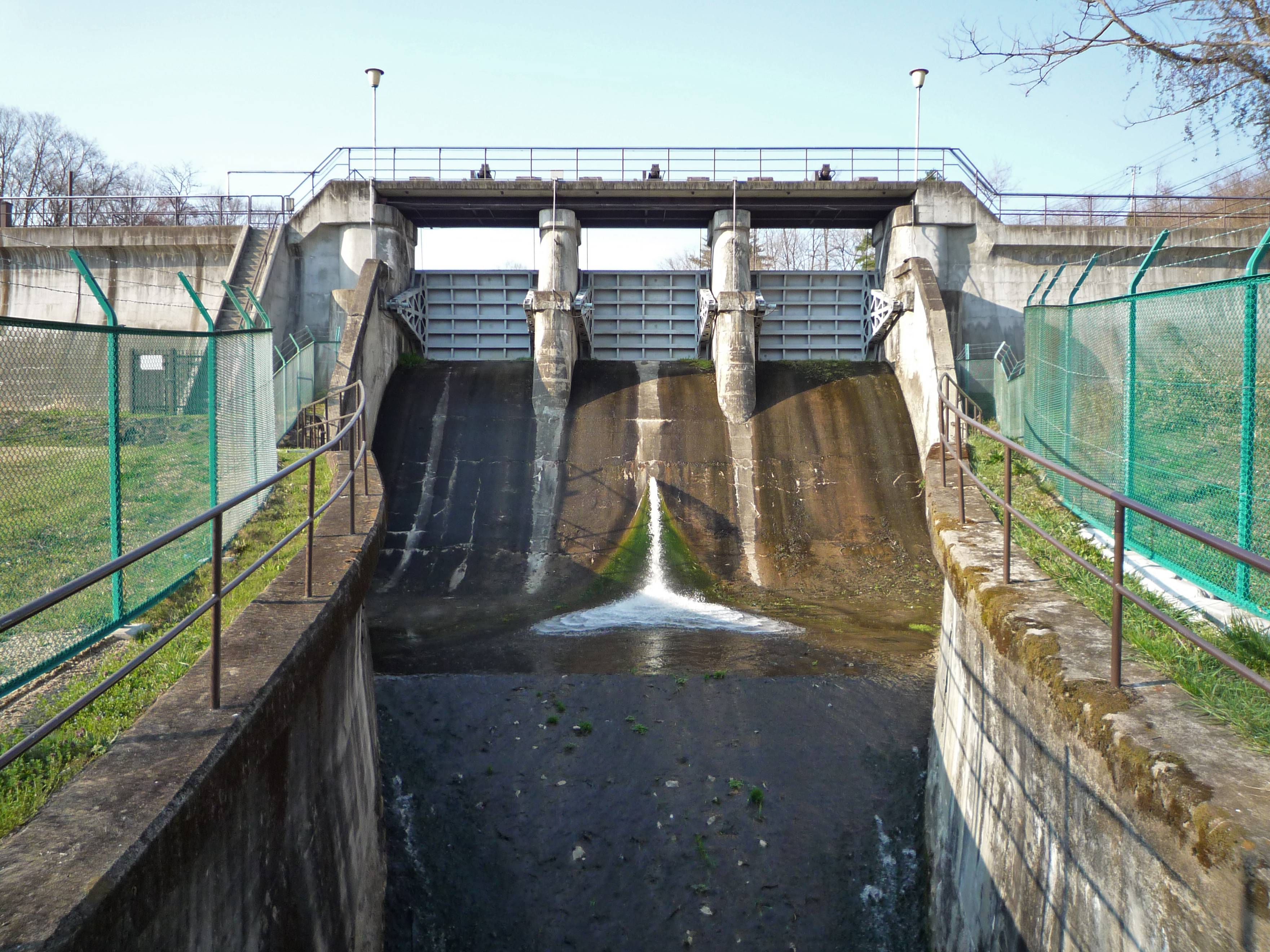
入川補助調整池からの河川維持放流
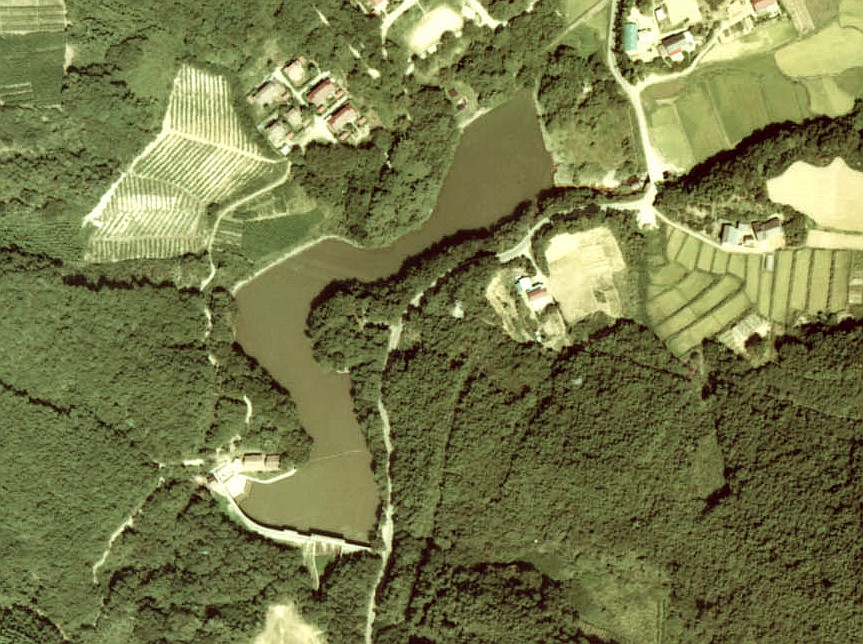
入川補助調整池